# Navalpino (kommunhuvudort)
Navalpino är en kommunhuvudort i Spanien.   Den ligger i provinsen Provincia de Ciudad Real och regionen Kastilien-La Mancha, i den centrala delen av landet, 150 km sydväst om huvudstaden Madrid. Navalpino ligger 625 meter över havet och antalet invånare är 264.
Terrängen runt Navalpino är kuperad västerut, men österut är den platt. Runt Navalpino är det mycket glesbefolkat, med 6 invånare per kvadratkilometer. Närmaste större samhälle är Puebla de Don Rodrigo, 15,7 km söder om Navalpino. Omgivningarna runt Navalpino är huvudsakligen savann.